# KulturNav
KulturNav er en norsk cloud-baseret softwaretjeneste, der tillader brugere at oprette, håndtere og distribuere navneautoriteter og terminologi, med særligt fokus på behov fra museer og andre kulturarvinstitutioner. Softwaren udvikles af KulturIT ANS og støttes af Norsk Kulturråd.